# AAA (banda)
AAA (トリプル・エー Toripuru Ē?,  Triple A), acrónimo de Attack All Around, es un grupo de pop japonés, conformado por 7 miembros que firmaron con el sello Avex Trax debutando en septiembre de 2005. El nombre tiene como significado "desafiar a todo", y el grupo es comercializado por su etiqueta como una "super performance unit".
El grupo se formó a través de audiciones de Avex, y originalmente constaba de cinco jóvenes y tres mujeres jóvenes que habían actuado en comerciales y tenían la experiencia de ser bailarines de otras estrellas japonesas, tales como Ayumi Hamasaki y Ami Suzuki.

## Perfil
| Nombre                        | Día de nacimiento        | Lugar de nacimiento | Grupo sanguíneo | Estatura |
| ----------------------------- | ------------------------ | ------------------- | --------------- | -------- |
| Takahiro Nishijima (西島隆弘) | 30 de septiembre de 1986 | Hokkaido            | O               | 170 cm   |
| Misako Uno (宇野実彩子)       | 16 de julio de 1986      | Tokyo               | O               | 160 cm   |
| Naoya Urata (浦田直也)        | 10 de noviembre de 1982  | Tokyo               | B               | 177 cm   |
| Mitsuhiro Hidaka (日高光啓)   | 12 de diciembre de 1986  | Chiba               | O               | 170 cm   |
| Shinjiro Atae (與真司郎)      | 26 de noviembre de 1988  | Kyoto               | O               | 169 cm   |
| Shuta Sueyoshi (末吉秀太)     | 11 de diciembre de 1986  | Nagasaki            | A               | 167 cm   |
| Chiaki Ito (伊藤千晃)         | 10 de enero de 1987      | Aichi               | B               | 153 cm   |

## Historia de AAA

### Era ATTACK
El 14 de septiembre de 2005, AAA debutó con el sencillo BLOOD on FIRE, alcanzando el puesto 9 y vendiendo un total de 58.052 copias.[cita requerida]
Al cabo de 2 semanas lanzaron su segundo sencillo, Friday Party, alcanzando una posición más baja de la anterior. Tan solo consiguieron vender 17.331 copias de éste.
Al cabo de un mes, aterrizaron con su tercer sencillo, きれいな空 (Kirei na Sora), un sencillo que tampoco consiguió tanto éxito como BLOOD on FIRE, quedando en la misma posición que Friday Party y vendiendo 12.728 copias.
Dos semanas después (y 25 días antes de su primer álbum llamado ATTACK) lanzaron DRAGON FIRE, que vendió más copias que los 3 anteriores sencillos (20.689 copias), pero quedó en el puesto 20.
En poco menos de 3 meses, debutaron con su álbum ATTACK, el cual fue lanzado en 3 versiones Half Album (Medio CD), CD+DVD y CD Only (Sólo CD). Consiguieron llegar a la posición 16 de los Oricon Charts y vendieron un total de 56.693 copias.

### Era ALL
Con su segundo álbum ALL, el grupo AAA lanzaría 8 sencillos, motivo por el cual en el álbum solo se incluyeron 3 canciones nuevas:
Un mes y medio después del primer álbum (ATTACK), lanzaron el sencillo ハレルヤ (Hallelujah), alcanzando el puesto número 8 (un nuevo récord) y vendiendo un total de 27.814 copias.
Sin descanso, poco más de un mes después, lanzaron el sencillo Shalala キボウの歌 (Shalala KIBOU no Uta), descendiendo bruscamente al puesto 20 y vendiendo un total de 13.484 copias.
Al cabo de 2 meses, lanzaron ハリケーン・リリ，ボストン・マリ (Hurricane Lili, Boston Mari), un sencillo que marcó bastante en su carrera, pero que no tuvo el éxito esperado. Este mismo tema, fue el que usaron en el a-nation '06 (un evento que cada año organiza Avex Trax, la discográfica japonesa más importante del momento y a la cual pertenece AAA, donde asisten los artistas más valorados de ésta). ハリケーン・リリ，ボストン・マリ (Hurricane Lili, Boston Mari) llegó a la posición 10 vendiendo un total de 19.832 copias.
Mes y medio después, AAA lanza su primer maxi-sencillo, ソウルエッジボーイ／キモノジェットガール (Soul Edge Boy/Kimono Jet Girl), el cual fue lanzado en 3 versiones (CD Only (Sólo CD), CD+DVD 'Boys Version' (que incluía el PV de Soul Edge Boy) y CD+DVD 'Girls Version' (que incluía el PV de Kimono Jet Girl). Este consiguió la posición 12 y vendió 22.706 copias.
Al cabo de un mes, lanzaron Let it beat!, su segundo sencillo de up-beat (sobre las 160 pulsaciones por segundo), ya que el primero fue BLOOD on FIRE. Este sencillo consiguió mejor posición que BLOOD on FIRE, pero no por ello más ventas. Posición 7, copias vendidas 21.302.
A la semana siguiente, volvieron a "atacar" con "Q". Este sencillo consiguió el puesto 10 en las Oricon Charts y vendió 14.809 copias.
A la siguiente semana volvían con un mini-álbum llamado ALL/2 (ニブンノオール) (Posición 12 y 26.217 copias vendidas) y el segundo Live DVD (concierto) titulado 2nd ATTACK (Posición 4 y 10.496 copias vendidas).
Tras un breve descanso debido al 3rd ATTACK (el primer "Anniversary Live" de AAA) en noviembre, Naoya y Nissy llegaron en dúo con チューインガム (Chewing Gum), algo poco esperado para los seguidores. Este trabajo no fue hecho en vano, ya que consiguió alcanzar la posición 7 y vender un total de 14.571.
Por último, llegaron con Black&White, un maxi-sencillo que contenía dos nuevas canciones, Samurai Heart -侍魂- (Samurai Heart -Samurai Tamashii-) y Winter Lander!!. Este sencillo pareció que iba a conseguir buenas posiciones con su Samurai Heart -侍魂-, un tema que realmente encantó, pero tan solo consiguieron la posición número 15 vendiendo un total de 24.883 copias.
Y como compilación llegó ALL, su segundo álbum. Un álbum en el que sólo se incluían 3 nuevas canciones (como se mencionó al principio de este apartado): Champagne Gold, Us y ミカンセイ (MIKANSEI). Este álbum, pese a que consiguieron más fanes, no alcanzaron mejor posición, quedándose en el puesto 23 y vendiendo un total de 32.825 copias.

### Era AROUND
AROUND es el nombre de su tercer álbum, el cual incluye 12 títulos, de los cuales 7 se han lanzado como sencillos.
El último sencillo de esta etapa fue Red Soul en versión CD+DVD.

### Era ATTACK ALL AROUND
La 4.ª etapa de AAA no pudo empezar mejor, sus lanzamientos (el sencillo MIRAGE y el DVD del 2nd Anniversary Live en el Nippon Budokan) consiguieron el puesto nº1 en las listas de Oricon Style.
Un par de meses más tarde, fue lanzado el BEST álbum ATTACK ALL AROUND, el cual incluía todos los A-Sides de los sencillos de AAA desde BLOOD on FIRE hasta MIRAGE. Este BEST álbum fue lanzado en 3 ediciones, una de ellas en Edición Especial y otra en Edición Limitada.
Corrieron rumores de que Avex manipuló las Oricon Charts para que el sencillo MIRAGE llegara al 1º puesto de ventas semanales para así tener una excusa para lanzar el primer BEST ALBUM.

### Solitary Era
Casi 3 meses después del lanzamiento del BEST ALBUM, AAA lanzó su 19º sencillo BEYOND~KARADA NO KANATA, en plena promoción del MTV Japan Awards 2008, en el cual estuvieron nominados para ser representados.
Misako Uno empezó en febrero a trabajar en una serie televisiva llamada Hitomi, haciendo de Endo Keiko. Serie que se emitió durante más de 3 meses de forma diaria en los almediodias, siendo la duración de los capítulos alrededor de los 16 minutos cada uno.
Antes de que dicho sencillo fuera lanzado, ya se anunció el Mini-Album debut de los Chicos de AAA, el cual incluía las 4 canciones lanzadas en su sencillo Digital más 2 nuevas canciones cantadas por Shuta Sueyoshi y Shinjiro Atae respectivamente. Este álbum fue lanzado en 3 versiones, Sólo CD (el cual incluía un salvapantallas para el computador como bonus de la primera edición), CD+DVD Music Clip (con el videoclip de CRASH, la canción listada como #1 en el álbum) y CD+DVD Live (que incluye 60 min. del concierto que los chicos de AAA hicieron en diciembre de 2007 en el Club CITTA'). En los primeros días de junio, se anunció que CRASH sería la canción principal del nuevo juego de SEGA para la plataforma Nintendo DS World Destruction, y junto con esta noticia también fue revelado un nuevo lanzamiento para agosto, el sencillo ZERO, el cual se usará como canción de apertura para el anime de dicho juego.
En junio, Takahiro Nishijima Lanzó al mercado su primer Photobook en solitario.
Este mismo verano iba a producirse una agradable sorpresa al saberse que AAA ganó un premio de Student Voice Award, el premio a Best Dance Artist del canal MTV ASIA
A finales de agosto lanzaron su doble sencillo MUSIC!!!/ ZERO a la venta, siendo esta última canción el opening del anime World Destruction. Estos sencillos han sido como nos tenían acostumbrados, dos caras de una moneda. Viendo la cara y la cruz según la canción o el videoclip que estés viendo de los dos. En Music!!! (video grabado en un parque natural de Hokkaidō) podemos ver a unos AAA muy felices, sonrientes, vestidos de colores muy llamativos. La canción es pegadiza, llena de raps y bailes divertidos. Por su contrario ZERO, viene a ser una atmósfera oscura y siniestra en la cual no nos muestran a AAA como conjunto sino a todos ellos de forma separada, individual. En ningún momento del videoclip se juntan. Todo el video es grabado mostrando desesperación, angustia, como si no importara la apariencia de ellos mismos. (todo esto mostrándose "cools" propias palabras de AVEX).
El 22 y 23 de septiembre como viene a ser tradición AAA realizó su multitudinario aniversio en el NIPPON BUDOKAN, "AAA 3rd Anniversary Live 080922-080923 日本武道". La novedad fue que lo celebraron dos días consecutivos y el concierto fue ligeramente diferente en cada uno de esos días. Mostraron canciones segundas de sus últimos sencillos como Love Candle o One Night Animal. Pero también fue un concierto en la cual se hicieron canciones en solitario como "Crying Freeman" de Shinjiro Atae.
Tras esto se ha estrenado en Japón su nueva serie televisiva: Mirai Seiki Shakespeare (Shakespeare's Future Century), en la cual participan todos los miembros del grupo recreando lo que sería las vivencias de los personajes de los libros de Shakespeare en nuestro siglo. Siendo los siguientes títulos los que adaptan: The Merchant of Venice, Romeo and Juliet, Othello, Midsummer Night's Dream, King Lear y The Tempest.
El 14 de enero (2009) ya se ha anunciado su próximo sencillo "Tabidachi no Uta" y la salida a la venta de su 3.er aniversario.
En octubre (2009)participaron con el ending "WITH YOU" en la serie inuyasha como el primer ending de la segunda temporada "Inuyasha Kanketsu-Hen".
Como se puede observar los miembros de AAA se han ido individualizando poco a poco y es el caso de Naoya Urata que el 28 de enero (2009) saldrá a la venta su debut como solista en solitario.
Haciéndose esperar más de lo normal en ellos por la dispersión de los miembros, ya está anunciado el que será el 4º Álbum en la discografía de AAA, saliendo a la venta el 11 de febrero de 2009

## Discografía

### Álbumes
| N.º | Nombre del álbum                 | Fecha de lanzamiento     | Ventas | Posición en Oricon |
| --- | -------------------------------- | ------------------------ | ------ | ------------------ |
| 1   | ATTACK                           | 1 de enero de 2006       | 56,693 | 16                 |
| 2   | ALL                              | 1 de enero de 2007       | 32,825 | 24                 |
|     | -CCC- Challenge Cover Collection | 7 de febrero de 2007     | 16,578 | 13                 |
| 3   | AROUND                           | 19 de septiembre de 2007 | 28,242 | 8                  |
| 4   | Departure                        | 11 de febrero de 2009    | 22,656 | 4                  |
| 5   | Heartful                         | 17 de febrero de 2010    | 50,543 | 3                  |
| 6   | Buzz Communication               | 16 de febrero de 2011    | 71,744 | 2                  |
| 7   | 777~TRIPLE SEVEN~                | 22 de agosto de 2012     | 62,076 | 2                  |
| 8   | Eighth Wonder                    | 18 de septiembre de 2013 | 46,006 | 1                  |
| 9   | GOLD SYMPHONY                    | 1 de octubre de 2014     | 59,384 | 1                  |
| 10  | WAY OF GLORY                     | 22 de febrero de 2017    |        |                    |
| 11  | COLOR A LIFE                     | 29 de agosto de 2018     |        |                    |

### BEST Álbum
| N.º | Nombre del álbum                                        | Fecha de lanzamiento     | Ventas | Posición en Oricon |
| --- | ------------------------------------------------------- | ------------------------ | ------ | ------------------ |
| 1   | ATTACK ALL AROUND                                       | 5 de marzo de 2007       | 41,929 | 5                  |
| 2   | AAA Remix ～non-stop all singles～                      | 4 de marzo de 2009       |        |                    |
| 3   | #AAABEST                                                | 14 de septiembre de 2011 | 66,203 | 1                  |
| 4   | Another side of #AAABEST (B-Side best)                  | 21 de marzo de 2012      |        |                    |
| 5   | Ballad Collection (Winter Concept and Self-Cover album) | 14 de septiembre de 2011 | 22,593 | 4                  |
| 6   | AAA 10th Anniversary Best                               | 16 de septiembre de 2015 |        |                    |

### Mini-Álbumes
| N.º | Nombre del álbum | Fecha de lanzamiento     | Duración | Posición en Oricon |
| --- | ---------------- | ------------------------ | -------- | ------------------ |
| 1   | ALL/2            | 13 de septiembre de 2006 | 28,4min  | 5                  |
| 2   | alohAAA          | 21 de marzo de 2007      | 27,7min  | N/A                |

### REMIX Álbumes
| N.º | Nombre del álbum | Fecha de lanzamiento | Duración | Posición en Oricon |
| --- | ---------------- | -------------------- | -------- | ------------------ |
| 1   | RMX ATTACK       | 23 de marzo de 2006  | 72,0 min | 16                 |

### Sencillos
| N.º | Sencillo                                                                                            | Lanzamiento              | Álbum                           | Oricon                          |
| --- | --------------------------------------------------------------------------------------------------- | ------------------------ | ------------------------------- | ------------------------------- |
| 1   | BLOOD on FIRE                                                                                       | 14 de septiembre de 2005 | ATTACK                          | 9                               |
| 2   | Friday Party                                                                                        | 5 de octubre de 2005     | ATTACK                          | 17                              |
| 3   | Kirei na Sora (きれいな空)                                                                          | 16 de noviembre de 2005  | ATTACK                          | 17                              |
| 4   | DRAGON FIRE                                                                                         | 5 de diciembre de 2005   | ATTACK                          | 20                              |
| 5   | Hallelujah (ハレルヤ)                                                                               | 5 de febrero de 2006     | ALL                             | 8                               |
| 6   | Shalala Kibō no Uta (Shalala キボウの歌)                                                            | 23 de marzo de 2006      | ALL                             | 20                              |
| 7   | Hurricane Riri, Boston Mari (ハリケーン・リリ，ボストン・マリ)                                      | 31 de mayo de 2006       | ALL                             | 10                              |
| 8   | Soul Edge Boy / Kimono Jet Girl (ソウルエッジボーイ／キモノジェットガール)                          | 12 de julio de 2006      | ALL                             | 12                              |
| 9   | Let it beat!                                                                                        | 30 de agosto de 2006     | ALL                             | 7                               |
| 10  | Q                                                                                                   | 6 de septiembre de 2006  | ALL                             | 10                              |
| 11  | Chewing Gum (チューインガム)                                                                        | 15 de noviembre de 2006  | ALL                             | 7                               |
| 12  | Black&White                                                                                         | 6 de diciembre de 2006   | ALL                             | 10                              |
| 13  | Get Chū!/SHE no jijitsu (Get チュー!／SHEの事実)                                                    | 15 de abril de 2007      | AROUND                          | 5                               |
| 14  | Kuchibiru kara romantica/That's Right (唇からロマンチカ/That's Right)                               | 16 de mayo de 2007       | AROUND                          | 6                               |
| 15  | Natsu mono (夏もの)                                                                                 | 18 de julio de 2007      | AROUND                          | 5                               |
| 16  | Red Soul                                                                                            | 19 de septiembre de 2007 | AROUND                          | 15                              |
| 17  | Mirage                                                                                              | 9 de enero de 2008       | Attack All Around               | 1                               |
| 18  | Beyond ~Karada no Kanata~ (BEYOND～カラダノカナタ~)                                                 | 28 de mayo de 2008       | depArture                       | 4                               |
| 19  | MUSIC!!! / ZERO                                                                                     | 27 de agosto de 2008     | depArture                       | 5                               |
| 20  | Tabidachi no Uta (旅ダチノウタ)                                                                     | 14 de enero de 2009      | depArture                       | 4                               |
| 21  | Break Down/Break your name/Summer Revolution                                                        | 29 de julio de 2009      | Heartful                        | 3                               |
| 22  | Hide Away                                                                                           | 21 de octubre de 2009    | Heartful                        | 2                               |
| 23  | Heart and Soul                                                                                      | 27 de enero de 2010      | Heartful                        | 3                               |
| 24  | Aitai Riyuu/Dream After Dream~Yume kara Sameta yume (逢いたい理由/Dream After Dream~夢から醒めた夢) | 5 de mayo de 2010        | Buzz Communication              | 1                               |
| 25  | Makenai Kokoro (負けない心)                                                                         | 18 de agosto de 2010     | Buzz Communication              | 3                               |
| 26  | Paradise/Endless Fighters                                                                           | 17 de noviembre de 2010  | Buzz Communication              | 5                               |
| 27  | Daiji na Koto (ダイジナコト)                                                                        | 16 de febrero de 2011    | Buzz Communication              | 5                               |
| 28  | No cry No more                                                                                      | 22 de junio de 2011      | #AAABEST                        | 3                               |
| 29  | CALL/I4U                                                                                            | 31 de agosto de 2011     | #AAABEST                        | 5                               |
| 30  | Charge&Go/Lights                                                                                    | 16 de noviembre de 2011  | 777 ~Triple Seven~              | 5                               |
| 31  | SAILING                                                                                             | 22 de febrero de 2012    | 777 ~Triple Seven~              | 4                               |
| 32  | Still Love You                                                                                      | 16 de mayo de 2012       | 777 ~Triple Seven~              | 3                               |
| 33  | 777~We can sing a song!                                                                             | 25 de julio de 2012      | 777 ~Triple Seven~              | 4                               |
| 34  | Niji (虹)                                                                                           | 31 de octubre de 2012    | Eighth Wonder                   | 3                               |
| 35  | Miss You/Hohoemi No Saku Basho (ほほえみの咲く場所)                                                 | 23 de enero de 2013      | Eighth Wonder                   |                                 |
| 36  | Party it up                                                                                         | 13 de marzo de 2013      | Eighth Wonder                   | 7                               |
| 37  | Love Is In The Air                                                                                  | 26 de junio de 2013      | Eighth Wonder                   | 3                               |
| 38  | Koi Oto to Amazora (恋音と雨空)                                                                     | 4 de septiembre de 2013  | Eighth Wonder                   | 3                               |
| 39  | Love                                                                                                | 26 de febrero de 2014    | GOLD SYMPHONY                   | 4                               |
| 40  | SHOW TIME                                                                                           | 26 de marzo de 2014      | Edición limitada para los fanes | Edición limitada para los fanes |
| 41  | Wake up!                                                                                            | 2 de julio de 2014       | GOLD SYMPHONY                   |                                 |
| 42  | Sayonara no mae ni (さよならの前に)                                                                 | 17 de septiembre de 2014 | GOLD SYMPHONY                   |                                 |
| 43  | I'll be there                                                                                       | 28 de enero de 2015      | 10th ANNIVERSARY BEST           |                                 |
| 44  | Lil' Infinity                                                                                       | 25 de febrero de 2015    | 10th ANNIVERSARY BEST           |                                 |
| 45  | Boku no Yuutsu to Fukigen na Kanojo (ぼくの憂鬱と不機嫌な彼女)                                      | 25 de marzo de 2015      | 10th ANNIVERSARY BEST           |                                 |
| 46  | GAME OVER?                                                                                          | 29 de abril de 2015      | 10th ANNIVERSARY BEST           |                                 |
| 47  | Ashita no Hikari (アシタノヒカリ)                                                                   | 27 de mayo de 2015       | 10th ANNIVERSARY BEST           |                                 |
| 48  | Flavor of kiss                                                                                      | 24 de junio de 2015      | 10th ANNIVERSARY BEST           |                                 |
| 49  | LOVER                                                                                               | 29 de julio de 2015      | 10th ANNIVERSARY BEST           |                                 |
| 50  | Aishiteru no ni, Aisenai (愛してるのに、愛せない)                                                   | 16 de septiembre de 2015 | 10th ANNIVERSARY BEST           |                                 |
| 51  | NEW                                                                                                 | 8 de junio de 2016       | WAY OF GLORY                    |                                 |
| 52  | Namida no nai Sekai (涙のない世界)                                                                  | 5 de octubre de 2016     | WAY OF GLORY                    |                                 |
| 53  | MAGIC                                                                                               | 8 de febrero de 2017     | WAY OF GLORY                    |                                 |
| 54  | No Way Back                                                                                         | 5 de julio de 2017       | COLOR A LIFE                    |                                 |
| 55  | LIFE                                                                                                | 18 de octubre de 2017    | COLOR A LIFE                    |                                 |
| 56  | Egao no Loop (笑顔のループ)                                                                         | 9 de enero de 2019       | 15th Anniversary Best           |                                 |
| 57  | BAD LOVE                                                                                            | 23 de octubre de 2019    | 15th Anniversary Best           |                                 |

## Videografía
| N.º | Nombre del DVD                                           | Fecha de lanzamiento     |
| --- | -------------------------------------------------------- | ------------------------ |
| 1   | 1st ATTACK at SHIBUYA-AX                                 | 23 de marzo de 2006      |
| 2   | 2nd ATTACK at ZEPP TOKYO                                 | 13 de septiembre de 2006 |
| 3   | 3rd ATTACK at NIPPON BUDOKAN -1st Anniversary Live-      | 1 de enero de 2007       |
| 4   | Channel @ DVD                                            | 21 de marzo de 2007      |
| 5   | 4th ATTACK at SHIBUYA-AX                                 | 18 de julio de 2007      |
| 6   | Theater of AAA ~BOKURA NO TE~                            | 20 de junio de 2007      |
| 7   | 5th ATTACK at NIPPON BUDOKAN -2nd Anniversary Live-      | 9 de enero de 2008       |
| 8   | AAA Tour 2008 ATTACK ALL AROUND                          | 27 de agosto de 2008     |
| 9   | AAA 3rd Anniversary Live 080922-080923 at NIPPON BUDOKAN | 14 de enero de 2009      |
| 10  | Channel@×AAA                                             | 4 de marzo de 2009       |
| 11  | AAA TOUR 2009-A depArture pArty-                         | 8 de diciembre de 2009   |
| 12  | AAA 4th Anniversary LIVE 090929 at Yokohama Arena        | 3 de marzo de 2010       |
| 13  | AAA Heart to Heart TOUR 2010                             | 29 de septiembre de 2010 |
| 14  | AAA 5th Anniversary 20100912 at Yokohama Arena           |                          |
| 15  | AAA Buzz Communication TOUR 2011 Deluxe Edition          | 16 de noviembre de 2011  |
| 16  | AAA 6th Anniversary TOUR 2011.9.28 at Zepp Tokyo         | 22 de febrero de 2012    |

## Photobooks

### En grupo
| N.º | Nombre del Book                                   | Fecha de lanzamiento    |
| --- | ------------------------------------------------- | ----------------------- |
| 1   | AAA Artistbook / The First Attack                 | 1 de septiembre de 2006 |
| 2   | AAA 5th Anniversary Live Original Photo Book      | 8 de octubre de 2010    |
| 3   | AAA Buzz Communication Original Photo Book        | 15 de julio de 2011     |
| 4   | AAA Buzz Communication Documentary Extra Book     | 25 de noviembre de 2011 |
| 5   | AAA Tour 2012 ~777~ Triple Seven Documentary Book | 7 de septiembre de 2012 |
| 6   | AAA 7th Anniversary Book ABC ~AAA Book Chronicle~ | 14 de diciembre de 2012 |
| 7   | AAA 2013 TOUR BOOK Eighth Wonder                  | 27 de febrero de 2014   |
| 8   | AAA AAA 2013 TOUR Eighth Wonder PREMIUM BOX       | 27 de marzo de 2014     |
| 9   | AAA -ATTACK ALL AROUND- 10th ANNIVERSARY BOOK     | 1 de septiembre de 2015 |